# Verdú
Verdú es un municipio y localidad española de la provincia de Lérida, en Cataluña. Perteneciente a la comarca de Urgel, según datos de 2008 su población era de 1029 habitantes.

## Historia
El castillo de la población aparece citado por primera vez en 1081. En 1164 quedó en manos de Berenguera de Bellpuig, monja del monasterio de Vallbona de les Monges, concedió la carta de población a sus habitantes. El documento es de 1184.
En 1203 el castillo fue empeñado al monasterio de Poblet para que Guillem IV de Cervera pudiera pagar los gastos de la Cuarta Cruzada. En 1227, viendo que no podía recuperarlo, vendió el castillo y el resto de las tierras al cenobio para liquidar su deuda.

## Geografía humana

### Demografía
Cuenta con una población de 886 habitantes (INE 2024).
| Gráfica de evolución demográfica de Verdú entre 1842 y 2021                                                           |
| |
| Población de derecho según los censos de población del INE. Población de hecho según los censos de población del INE. |

## Economía

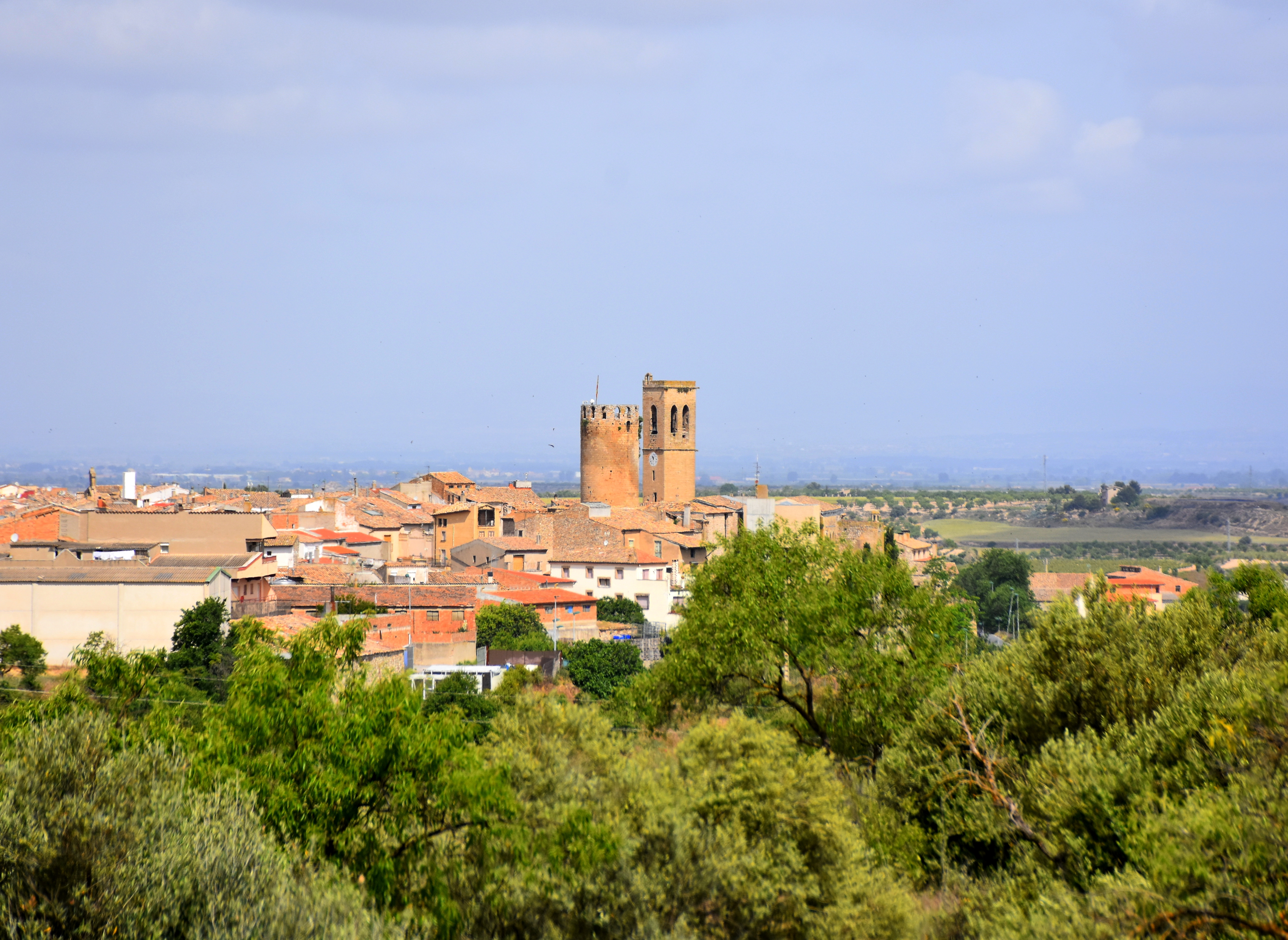
Vista de la localidad

La principal actividad económica es la agricultura. Destaca el cultivo de la viña, especialmente la destinada a la producción de cava. Cuenta con cooperativa agrícola desde 1911.
Otra actividad destacada en Verdú es la alfarería, dedicada sobre todo a la producción de botijos de cerámica negra, llamados en esta zona "sillons". Esta actividad aparece documentada en la población desde el siglo XIII.

## Cultura

### Arquitectura
La iglesia parroquial está dedicada a Santa María. Se trata de un edificio del siglo XIII de transición del románico al gótico. En origen constaba de una única nave que fue ampliada con posterioridad con dos naves más. La portalada es románica y está decorada con una serie de arquivoltas y columnas con capiteles decorados con motivos diversos. En el friso situado a la derecha aparece representada la escena del sacrificio de Isaac así como una escena popular. En el interior se encuentra una imagen de Cristo del siglo XIII. En el altar mayor se encontraba un retablo de 1435 que se conserva en el Museo Episcopal de Vich. 

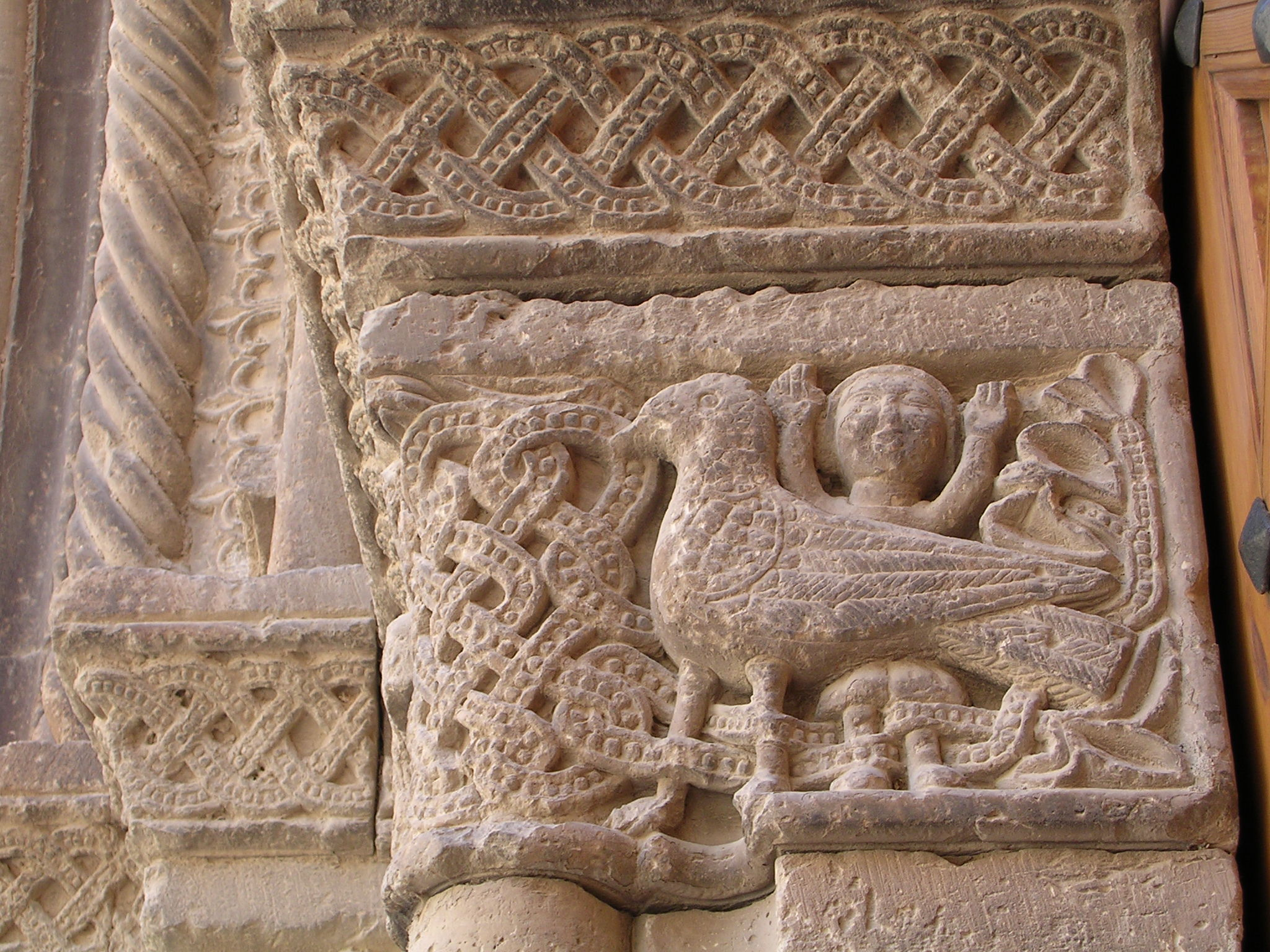
Capitel de la iglesia de Santa María.

El altar de la Purísima es de estilo barroco y fue realizado en 1626, por Agustí Pujol. Aparece representada la Virgen sobre el linaje de David en forma de árbol genealógico. El tronco de este árbol nace del cuerpo de David que aparece dormido. Se conserva también una imagen de la Mare de Déu del Roser del siglo XVI.
El antiguo castillo se encuentra dominando la población. La fortaleza militar se convirtió en palacio destinada a dar alojamiento a los abades de Poblet que visitan la ciudad. El palacio consta de tres plantas. La planta central se utilizaba para conservar los productos agrícolas mientras que la inferior estaba destinada a servir como bodega. En la planta superior puede verse una gran sala que servía para las recepciones. 

### Fiestas
En Verdú nació Pedro Claver, misionero jesuita. Coincidiendo con la festividad de este santo, en el mes de septiembre, tienen lugar las fiestas de la población.

### Museos
En el pueblo se encuentra el Museo de Juguetes y Autómatas, mundialmente uno de los más importantes en su temática, formado por la colección Mayoral en el que se exhiben más de mil juguetes y autómatas en un edificio espectacular de 2000 m².
Otro museo es el Cal Talaveró.